# Britomaris
Britomaris (en llatí Britomaris) va ser un cabdill dels gals sènons, que va induir als seus paisans a matar als ambaixadors romans enviats per queixar-se de l'assistència que els sènons havien prestat als etruscs durant la guerra amb Roma.
Quan se'n va assabentar el cònsol Publi Corneli Dolabel·la, va sortir amb un exèrcit cap a territori dels sènons, i el va assolar, matant a tots els mascles que va trobar. Britomaris va ser fet presoner i va ser exhibit al triomf del cònsol, i tot seguit executat.